# Tanacetum gracilicaule
Tanacetum gracilicaule là một loài thực vật có hoa trong họ Cúc. Loài này được (Rouy) Franco miêu tả khoa học đầu tiên năm 1984.